# Monasterio búlgaro
Los monasterios búlgaros fueron especialmente reconocidos en la ortodoxia cristiana, sobre todo los de la época bizantina. En la llanura valaca (al norte del río Danubio y al sur de los montes Cárpatos) y en las montañas de Moldavia (al este de Europa) se extendió profusamente el cristianismo ortodoxo, organizándose como una Iglesia independiente de Constantinopla en 927. Los monjes del monte Athos habían difundido la pericia y la oración por estas tierras y habían fundado una serie de monasterios. 
Uno de los más famosos es el de San Juan de Rila que mantiene la distribución característica del monasterio bizantino, sin claustro, con el gran patio y la iglesia en su centro. Fue fundado por un cortesano búlgaro llamado Iván Rilski (más tarde San Juan de Rila), que se retiró como ermitaño a las montañas de la cordillera de Rila. La fundación tuvo lugar al final de su vida, cuando se habían congregado a su alrededor tantos ermitaños que no tuvo más remedio que organizarlos y albergarlos. Este monasterio fue el origen para que se levantaran en tierras búlgaras otros muchos, siempre dentro de las normas de la religión ortodoxa. Estos cenobios fueron protagonistas en el movimiento surgido en el siglo XVI conocido como hesicasmo (tranquilidad y paz de espíritu).
Cuando los turcos llegaron al poder con Murat II (siglo XV) y los siguientes reinados, los monjes de estos monasterios supieron conservar y mantener el orgullo nacional y la literatura búlgara como herencia para futuras generaciones.
En el siglo XX ya no se tenía memoria de todo esto y los cenobios fueron considerados como lugares de folclore. Un ejemplo de esto es el monasterio de Bachkovo que se mantiene en pie y bien cuidado con miras al turismo.
- Datos: Q2841526